# Cosmos 1 (vela solar)
Cosmos 1 (llamado en ruso «Солнечный парус»: «Vela solar») era un proyecto conjunto ruso-estadounidense, dirigido por La Sociedad Planetaria con el objetivo de probar el concepto de propulsión espacial por medio de velas solares. La nave fue lanzada al espacio a las 15:46:09 EDT (19:46:09 UTC) del 21 de junio de 2005 desde el submarino Borisoglebsk en el Mar de Barents. Sin embargo, un error en el cohete impidió que alcanzara su órbita deseada.
El proyecto hubiera sido el primero en conseguir demostrar la posibilidad de esta tecnología y la primera misión espacial llevada a cabo por un grupo no gubernamental. El presupuesto era de 4 millones de dólares.

## Antecedentes
Los contactos y esfuerzos de llevar a cabo proyectos conjuntos entre científicos rusos-soviéticos y estadounidenses que llegan a un punto culminante con el proyecto de la vela solar datan desde los años 80 del Siglo XX.
El 20 de julio de 2001 el satélite nombrado originalmente Cosmos-1, con tan solo dos velas, fue lanzado en un cohete Volna desde el submarino nuclear ruso Borísoglebsk para un vuelo suborbital. Sin embargo el aparato no pudo separarse de la tercera etapa del vehículo de lanzamiento, por lo que la misión fracasó.

## El proyecto
El Cosmos-1 fue desarrollado por la Asociación de Investigación y Producción «S. A. Lavochkin» (NPO Lavochkin, en ruso Научно-производственное объединение им. С.А.Лавочкина) y financiado parcialmente por La Sociedad Planetaria, pero principalmente por Cosmos Studios. En la construcción participaron tanto NPO Lavochkin como el Instituto de Investigaciones Cósmicas de la Academia de Ciencias de Rusia.
El cohete portador Volna (en ruso «Волна»: «Onda»), derivado del misil balístico ruso RSM-50, es fabricado por el Buró de Diseños y Proyectos «V. P. Makéev» (más formalmente, Государственный ракетный центр «Конструкторское бюро им. академика В.П. Макеева» -ГРЦ КБ им. В.П. Макеева-, en español Centro Estatal de Cohetes Buró de Diseños y Proyectos «Académico V. P. Makéev»). El lanzamiento es financiado completamente por el gobierno ruso.

## El experimento
El diseño básico es un cuerpo central con ocho velas triangulares, cada una de 15 m de longitud desplegándose a partir de un cuerpo central del que surge una estructura tubular. Tras el despliegue de las velas éstas pueden orientarse para controlar el aparato, y la cantidad y dirección de empuje solar. El peso total del satélite es de 100 kg, mientras que las velas extendidas formarían un enorme espejo de 30 metros de diámetro que absorbería suficiente energía para impulsar el satélite a velocidades superiores que las alcanzadas por aparatos cósmicos previos.
El lanzamiento del Cosmos 1 se realizó el 21 de junio de 2005 en un cohete Volna lanzado desde un submarino ruso en el Mar de Barents. Desgraciadamente, un error en la primera etapa del vehículo portador a los 83 segundos del lanzamiento evitó que el satélite alcanzara la órbita prevista.
Los planes eran colocarlo en una órbita circular, cuasi-polar, a unos 800 kilómetros de altura. Una vez en el espacio la misión duraría un mes, el tiempo de degradación en la luz solar de las láminas de mylar que constituyen las velas. La Vela solar debía ser visible desde la mayor parte de la superficie terrestre a simple vista.
Hay un segundo satélite en construcción pero su lanzamiento todavía no ha sido programado.

## Base física
La nave habría estado siendo gradualmente acelerada como resultado de la presión de la radiación solar sobre sus velas. Al incidir la luz sobre ellas y ser reflejada, los fotones transmitirían su cantidad de movimiento. Aunque su cantidad de movimiento es muy pequeña, si tenemos en cuenta el gran tamaño de las velas, que permitirían atrapar la mayor cantidad de fotones, y la masa relativamente reducida de la nave, al no haber resistencia con el aire, sería suficiente como para "impulsarla" con una pequeña aceleración de 0'0005 m/s2